# Ingrid Vandebosch
Ingrid Vandebosch (Zichen-Zussen-Bolder, 8 november 1970) is een Belgisch model en actrice.

## Carrière
Vandebosch groeide op in Belgisch Limburg. Ze startte haar modellencarrière in 1986 bij een Nederlands modellenbureau. Een jaar later verhuisde ze naar Parijs waar ze onder meer werkte voor Christian Dior. Ze verscheen in modebladen zoals Marie Claire, Elle, Vogue en Glamour. Nadat ze zeven jaar in Frankrijk had gewoond verhuisde ze midden de jaren negentig naar New York. In 2008 was ze te zien in de badpakkenspecial van Sports Illustrated. Na 2010 verhuisde ze naar het Belgische Riemst.
Haar acteercarrière is bescheiden. Ze had een kleine rol in de film Taxi, de Amerikaanse remake uit 2004 van de gelijknamige film uit 1998 van Luc Besson.

## Persoonlijk leven
Vandebosch huwde in 2006 met viervoudig NASCAR-kampioen Jeff Gordon. Ze hebben samen een zoon en een dochter.